# TNFRSF6B
TNFRSF6B (англ. TNF receptor superfamily member 6b) – білок, який кодується однойменним геном, розташованим у людей на короткому плечі 20-ї хромосоми. Довжина поліпептидного ланцюга білка становить 300 амінокислот, а молекулярна маса — 32 680.
| 10         |  | 20         |  | 30         |  | 40         |  | 50         |
| ---------- |  | ---------- |  | ---------- |  | ---------- |  | ---------- |
| MRALEGPGLS |  | LLCLVLALPA |  | LLPVPAVRGV |  | AETPTYPWRD |  | AETGERLVCA |
| QCPPGTFVQR |  | PCRRDSPTTC |  | GPCPPRHYTQ |  | FWNYLERCRY |  | CNVLCGEREE |
| EARACHATHN |  | RACRCRTGFF |  | AHAGFCLEHA |  | SCPPGAGVIA |  | PGTPSQNTQC |
| QPCPPGTFSA |  | SSSSSEQCQP |  | HRNCTALGLA |  | LNVPGSSSHD |  | TLCTSCTGFP |
| LSTRVPGAEE |  | CERAVIDFVA |  | FQDISIKRLQ |  | RLLQALEAPE |  | GWGPTPRAGR |
| AALQLKLRRR |  | LTELLGAQDG |  | ALLVRLLQAL |  | RVARMPGLER |  | SVRERFLPVH |
|            |  |            |  |            |  |            |  |            |

A: Аланін

C: Цистеїн

D: Аспарагінова кислота

E: Глутамінова кислота

F: Фенілаланін

G: Гліцин

H: Гістидин

I: Ізолейцин

K: Лізин

L: Лейцин

M: Метіонін

N: Аспарагін

P: Пролін

Q: Глутамін

R: Аргінін

S: Серин

T: Треонін

V: Валін

W: Триптофан

Кодований геном білок за функцією належить до рецепторів. 
Задіяний у такому біологічному процесі, як апоптоз. 
Секретований назовні.